# فیء
فیء به آنچه مسلمانان از دشمنانشان بدون جنگ می‌گیرند فیء می‌گویند، در مورد آن در آیهٔ ۷ از سوهٔ حشر آمده است که:
آنچه خدا از [دارایی] ساکنان آن قریه‌ها عاید پیامبرش گردانید از آن خدا و از آن پیامبر [او] و متعلق به خویشاوندان نزدیک [وی] و یتیمان و بینوایان و درراه‌ماندگان است تا میان توانگران شما دست به دست نگردد و آنچه را فرستاده [او] به شما داد آن را بگیرید و از آنچه شما را بازداشت بازایستید و از خدا پروا بدارید که خدا سخت‌کیفر است (ترجمه: ترجمه استاد مهدی فولاوند)[حشر–۷]
 مَا أَفَاءَ اللَّهُ عَلَی رَسُولِهِ مِنْ أَهْلِ الْقُرَی فَلِلَّهِ وَلِلرَّسُولِ وَلِذِی الْقُرْبَی وَالْیَتَامَی وَالْمَسَاکِینِ وَابْنِ السَّبِیلِ کَیْ لَا یَکُونَ دُولَةً بَیْنَ الْأَغْنِیَاءِ مِنْکُمْ وَمَا آتَاکُمُ الرَّسُولُ فَخُذُوهُ وَمَا نَهَاکُمْ عَنْهُ فَانْتَهُوا وَاتَّقُوا اللَّهَ إِنَّ اللَّهَ شَدِیدُ الْعِقَابِ[حشر–۷]
از این آیه مشخص است که فیء برای همبستگی اجتماعی مسلمانان است یعنی این اموال مخصوص ثروتمندان نیست و حق تمامی مسلمانان است.